# NGC 7243

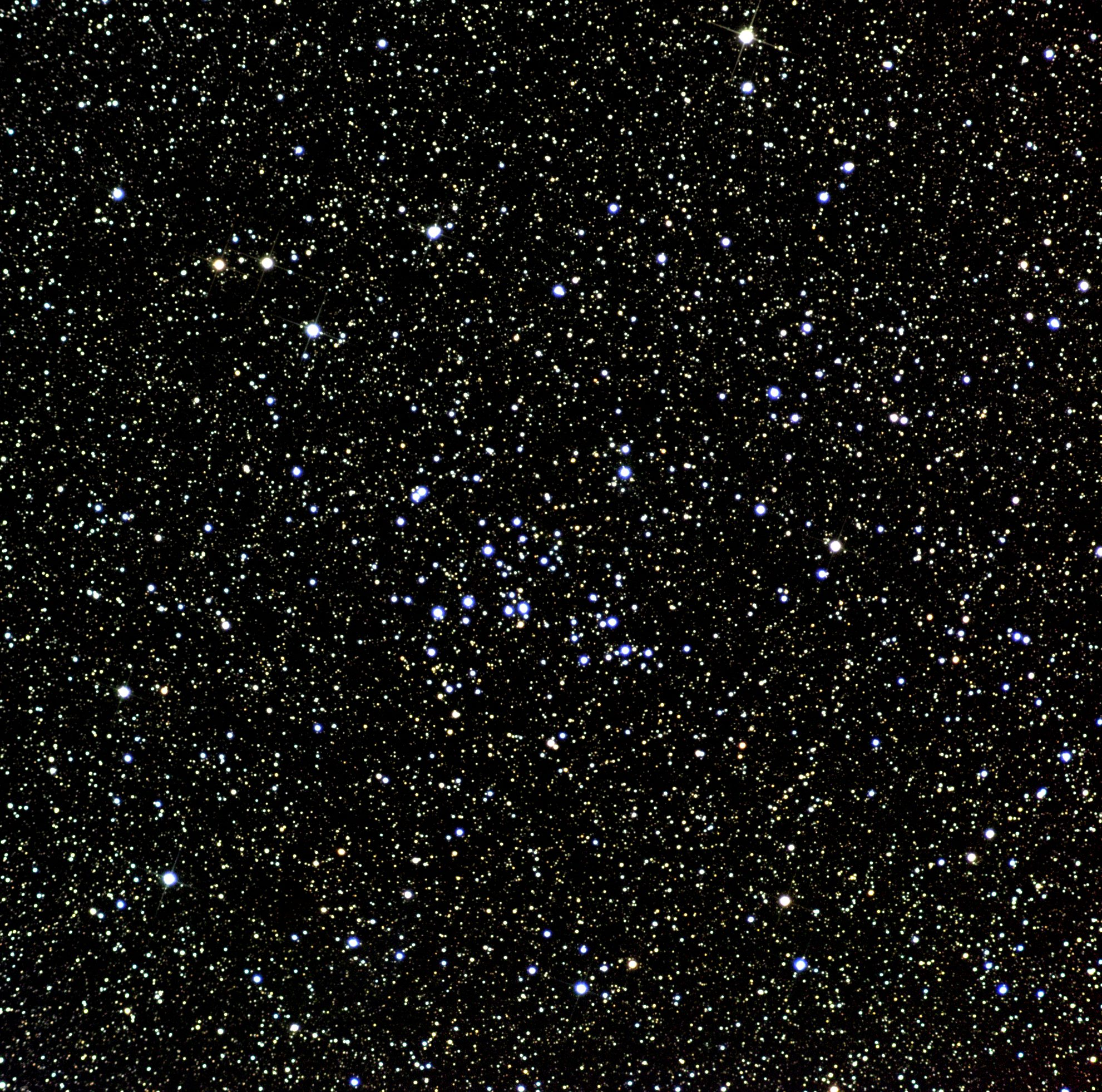
Image de Serge Corrotte.

NGC 7243 (Caldwell 16) est un jeune amas ouvert situé dans la constellation du Lézard. Il a été découvert par l'astronome germano-britannique William Herschel en 1788.
Selon la classification des amas ouverts, cet amas renferme moins de 50 étoiles (la lettre p), dont la concentration est faible (IV) et dont les magnitudes se répartissent sur un intervalle moyen (le chiffre 2),. Toutefois, selon le catalogue Lynga, la concentration des étoiles est moyenne (II) et l'amas renferme entre 50 et 100 étoiles (m). Lynga indique aussi la présence d'une double amas (:b). Lynga indique que l'amas renferme 40 membres. Cette contradiction entre la classification et le nombre de membres n'est pas rare dans le catalogue Lynga.

## Observation
Avec une magnitude visuelle de 6,1, on peut observer l'amas avec de petites jumelles.

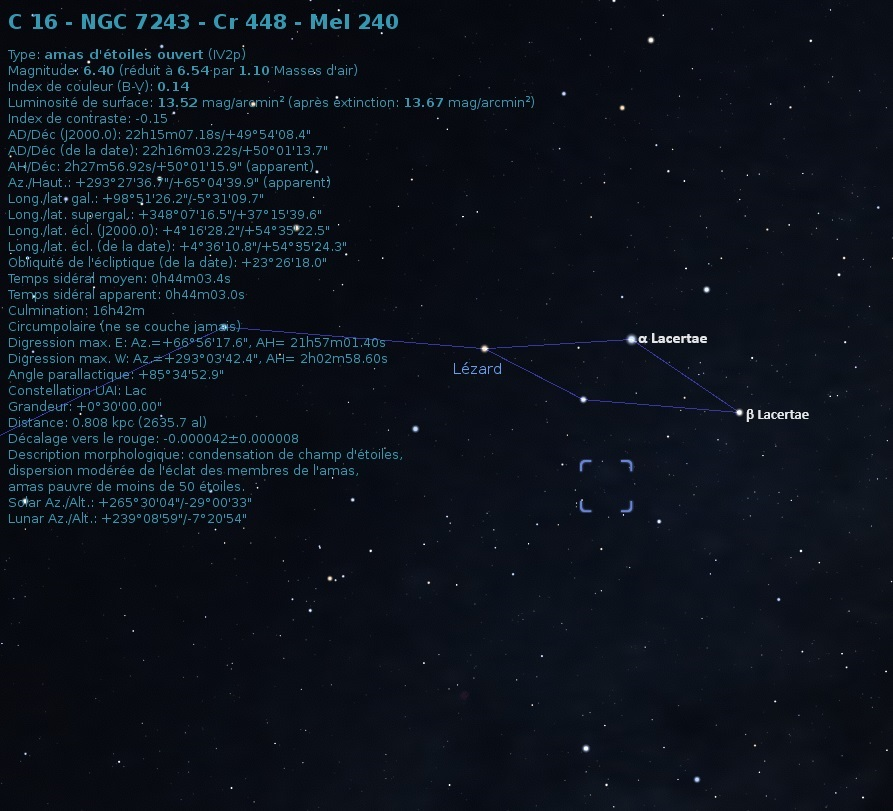
Localisation de NGC 7243 dans la constellation du Lézard. (Stellarium)

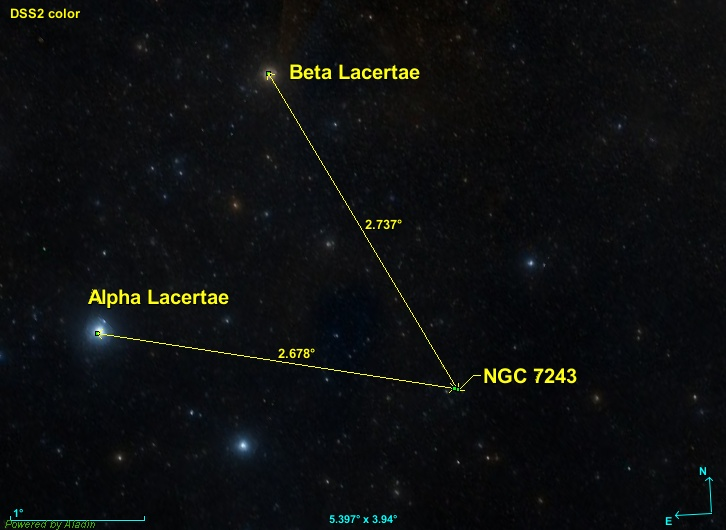
Position de NGC 7243 par rapport aux deux étoiles principales du Lézard.

NGC 7243 est situé à environ 2,7 degrés au sud-ouest de l'étoile Alpha Lacertae et à environ 2,7 degrés au sud-ouest de l'étoile Beta Lacertae.

## Caractéristiques

### Distance
La parallaxe moyenne des étoiles de l'amas a été obtenue des mesures effectuées par le satellite Gaia. Sept valeurs différentes publiées dans de récents articles (2018 à 2022) sont indiquées sur la base de données Simbad : 1,128 ± 0,044 mas, 1,130 ± 0,031 0 mas, 1,118 ± 0,064 mas, 1,116 ± 0,057 mas, 1,116 ± 0,004 mas, 1,166 10 mas/s et 1,116 ± 0,057 mas. La valeur moyenne de la parallaxe et de leurs incertitudes est égale à 1,127 2 ± 0,040 mas, ce qui correspond à une distance de 887 +33
−30 pc. Cette distance est presque la même que celle indiquée par Souradeep, soit environ 888 pc (∼2 900 al).

### Taille
Selon les sources, la taille apparente de l'amas est comprise entre 15′ 30,6',. En utilisant la plus grande taille apparente et la plus grande distane, on obtient la plus grande taille réelle de l'amas, soit 26,7 al. De même, en utilisant la plus petite taille apparente et la plus petite distance, on obtient la plus petite taille réelle, soit 12,2 al. De ces deux valeurs, on déduit que la taille réelle de NGC 7243 est de 19,4 ± 7,3 al.

### Vitesse
Cinq vitesses totalement différentes sont aussi indiquées sur la base de données Simbad: −16,513 561 ± 5,191 54 km/s, −12,60 ± 2,47 km/s, +25,080 ± 10,197 km/s, −2,90 ± 8,77 km/s et −12,6 ± 2,5 km/s. La vitesse moyenne de cet amas n'est donc pas connue précisément.

### Métallicité
Simbad rapporte quatre valeurs de la métallicité, soit -0,065, +0,011, -0,059 et +0,03. Souradeep indique une aussi une valeur de +0,03. Selon ces valeurs, le pourcentage d'éléments lourds (plus lourd que l'hydrogène et l'hélium) de cet amas serait compris entre 86% (10-0,065) et 107% (10+0,03) de celui du Soleil.

### Âge
Webda et Lynga indiquent un âge de 114 millions d'années (log10=8,058),. L'âge indiqué par Souradeep est de (108,022 ± 0,03), soit 105 ± 8 Ma, ce qui est presque le même que celui de Webda et de Lynga.

### Masse
Souradeep indique une masse photométrique 457{\displaystyle M_{\odot }}. Toujours selon cet article, la masse de l'amas à sa formation était de 981+220
−141 {\displaystyle M_{\odot }}.

### Mouvement propre
Simbad indique huit couples de valeurs pour le mouvement propre de l'amas, dont six très semblables, qui proviennent d'articles publiés entre 2014 et 2024. Ces valeurs en ascension droite et en déclinaison sont :
- 0,444 ± 0,078 mas/an et −2,889 ± 0,081 mas/an[10]
- 0,434 ± 0,112 mas/an et −2,894 ± 0,114 mas/an[11]
- 0,432 ± 0,213 mas/an et −2,845 ± 0,163 mas/an[12]
- 0,433 ± 0,176 mas/an et −2,857 ± 0,162 mas/an[13]
- 0,433 ± 0,012 mas/an et −2,857 ± 0,011 mas/an[7]
- 0,433 ± 0,176 mas/an et −2,857 ± 0,162 mas/an[15]
- 0,843 ± 0,092 mas/an et −0,316 ± 0,093 mas/an[17]
- −0,86 ± 2,230 mas/an et −1,710 ± 1,360 mas/an[22]

Les deux derniers couples sont passablemen douteux. Le mouvement propre moyen obtenu des six premières valeurs en ascension droite et en déclinaison ainsi que la moyenne de leurs mesure est égal à 0,435 ± 0,128 mas/an et −2,867 ± 0,116 mas/an. Ces valeurs sont semblables à celles indiquées par Souradeep, soit 0,438 ± 0,006 mas/an et −2,883 ± 0,007 mas/an.

## Étoiles
On peut obtenir les données de certaines des étoiles situées dans le champ de vision de cet amas de cet amas sur Simbad en utilisant la requête NGC 7243 Num, où Num est un nombre de 1 à 814. Une quantité trop importante pour être incluse dans cette page. Toutefois, comme Souradeep indique que l'amas renferme 401 membres, il est possible que plusieurs des étoiles de Simbas fasse partie de l'amas. Le nombre d'étoiles indiqué par Lynga, entre 50 et 100, est donc ici en contradiction avec ces derniers chiffres.
Selon un article publié en 2022, NGC 7243 renferme au moins une étoile traînarde bleue. Cependant, cette étoile n'est pas identifiée dans cet article.
Simbad montre aussi un bouton nommé Children. En cliquant sur ce bouton, on atteint une section de cette base de données qui renferme un tableau contenant 2 348 entrées, dont 1 575Children, pour NGC 7243. Cependant, des étoiles (les Children) peuvent apparaître plusieurs fois dans la deuxième colonne du tableau, d'où le nombre de liens bibliographiques qui est supérieure au nombre d'étoiles. La quatrième colonne de ce tableau indique la probabilité que l'étoile appartienne à l'amas. En cliquant sur le titre de cette colonne, on peut classer la probabilité par ordre croissant ou décroissant. En cliquant sur la désignation de l'étoile, on atteint la page de Simbad qui résume ses propriétés.